# كزافييه سوريا
كزافييه سوريا هو لاعب كرة قدم أندوري في مركز الوسط، ولد في 2 يونيو 1972 في أندورا. شارك مع منتخب أندورا لكرة القدم. أما مع النوادي، فقد لعب مع سانت جوليا.

## وصلات خارجية
- كزافييه سوريا على موقع قاعدة بيانات كرة القدم.إي يو (الإنجليزية)
- كزافييه سوريا على موقع ناشيونال فوتبول تيمز (الإنجليزية)
- كزافييه سوريا على موقع Soccerway.com (الإنجليزية)
- كزافييه سوريا على موقع عالم كرة القدم.نت (الإنجليزية)